# Panagia Trypiti
A Panagia Trypiti (görögül: Παναγία Τρυπητή) egy, a peloponnészoszi Aigio városban található, az éltető forrású (görögül Ζωοδόχος Πηγή) Theotokosz kegyeibe ajánlott szentély. Görögország ortodox kereszténységének egyik legfontosabb kegyhelye.

## Leírása, jelentősége
Sziklára épült, 30 méterrel a tengerszint fölé, 150 lépcsőfokot megmászva lehet felérni a tengerre szép kilátással bíró helyre. A sok meggyőző csoda révén, amelyeket a Szűzanya itt tett, a szentély nemzeti szinten is híres lett. Több ezer hívő zarándokol ide egész Görögországból minden év húsvétja utáni első pénteken kegyelemért és áldásért (Panagia). A Trypiti név a Tripa (görögül Τρύπα) szóból származik, amely azt a „lyukat, mélyedést” jelenti, amelyben a Madonna csodálatos ikonját megtalálták a sziklában. A narthexben, a templom földszintjén található egy forrás (görögül Αγίασμα); vizének a hívők csodatévő hatást tulajdonítanak.

## Története
A templom azon a helyen épült, ahol egy a 16. század közepén a Korinthoszi-öböl partjainál hajótörést szenvedett utazó felfedezte a Panagia-ikont. A sötét éjszakában a hajótörött éles fényt látott a távolban a parton. Ez a fénysugár adott neki bíztatást, reményt a megmenekülésre. Amikor kiért a szárazföldre, sikerült elmennie arra a helyre, ahonnan a fény sugárzott. Amikor meglátta, hogy a fényt egy Madonna-ikon bocsátja ki, letérdelt elé és imádkozott. Hálából egy kis kápolnát építtetett a helyszínen. Annak ő lett az első szerzetese, aki Szűz Máriát szolgálta élete végéig egy a kápolna mögötti meditációs helyen. Az első templomot a hely mellett akarták felépíteni a szikla morfológiájából adódó szűk területen, s csodával határos módon néhány nappal a kivitelezés megkezdése után, a rendelkezésre álló tér elegendő lett, pontosan az ikon felfedezésének helyén. Ez a szikla szívében lévő szentély mára megmaradt a 19. században kibővített templomban is.
Itt találták meg 1984-ben a Szépművészeti Múzeumból ellopott festményeket.

## Külső hivatkozások
- http://users.otenet.gr/~imka/mains/shr-trypiti_en.html Archiválva 2019. december 7-i dátummal a Wayback Machine-ben

## Fordítás
Ez a szócikk részben vagy egészben  a   Panagia Trypiti című angol Wikipédia-szócikk ezen változatának fordításán alapul.  Az eredeti cikk szerkesztőit annak laptörténete sorolja fel. Ez a jelzés csupán a megfogalmazás eredetét és a szerzői jogokat jelzi, nem szolgál a cikkben szereplő információk forrásmegjelöléseként.